# 1916년 미국 대통령 선거
1916년 미국 대통령 선거는 1916년 미국에서 치러진 대통령 선거로, 제1차 세계대전에 참전하지 않겠다는 우드로 윌슨 대통령이 재선에 성공했다.

## 후보선출

### 공화당
1916년 6월 10일, 공화당 전당대회는 3차에 걸친 투표 끝에 찰스 에반스 휴 대법관을 압도적인 표차로 대통령 후보로 선출했다.

### 민주당
1916년 6월 16일, 민주당 전당대회는 우드로 윌슨 대통령을 대통령 후보로 선출한다

### 진보당
진보당은 시어도어 루즈벨트 전 대통령을 다시 대통령 후보로 선출하였으나, 루즈벨트 전 대통령은 이를 거부하고 공화당의 휴 후보를 지원할 것을 선언, 진보당은 급속히 와해되고 공화당에 합류된다

## 선거 과정
멕시코 내전과 제1차 세계대전으로 세계가 전쟁에 휩싸이자, 윌슨 대통령은 불간섭 원칙을 내세우며 전쟁에 참전하지 않을 것을 시사했고, 휴 후보 측은 이를 비판하며 전쟁에 대비해야 한다고 맞섰다.

## 선거 결과
| 대통령 후보    | 정당       | 연고지     | 득표수    | 지지율 | 선거인단 득표 |
| -------------- | ---------- | ---------- | --------- | ------ | ------------- |
| 우드로 윌슨    | 민주당     | 뉴저지     | 9,126,868 | 49.24% | 277           |
| 찰스 에반스 휴 | 공화당     | 뉴욕       | 8,548,728 | 46.12% | 254           |
| 앨런 벤슨      | 사회당     | 뉴욕       | 590,524   | 3.19%  | 0             |
| 프랭크 핸리    | 금지당     | 인디애나   | 221,302   | 1.19%  | 0             |
| 아서 라이머    | 사회노동당 | 매사추세츠 | 15,295    | 0.08%  | 0             |
| (없음)         | 진보당     | (없음)     | 33,406    | 0.18%  | 0             |
| 계             | 계         | 18,536,585 | 100.00 %  | 531    |               |

| 부통령 후보     | 정당       | 연고지   | 선거인단 득표 |
| --------------- | ---------- | -------- | ------------- |
| 토마스 마셜     | 민주당     | 인디애나 | 277           |
| 찰스 페어뱅크스 | 공화당     | 인디애나 | 254           |
| 조지 커크패트릭 | 사회당     | 뉴저지   | 0             |
| 아이라 랜드리스 | 금지당     | 테네시   | 0             |
| 캘럽 해리슨     | 사회노동당 | 일리노이 | 0             |
| 계              | 계         | 계       | 531           |

## 같이 보기
- 1916년 미국 하원의원 선거
- 1916년 미국 상원의원 선거